# 釘螺屬
釘螺泛指所有釘螺屬（學名：Oncomelania）的物種，是一种在田间生活的腹足綱軟體動物。釘螺屬曾經屬於觿螺科（Hydrobiidae）及麂眼螺總科，今屬截螺總科盖螺科。

## 形態特徵
钉螺外壳小，呈圆锥形，有螺层7个左右，像一个小螺丝钉，因而得名。壳面光滑或有各种粗细不同的直棱；壳口呈卵圆形，周围完整，略向外翻，有角质厣片。（厣：yǎn）
钉螺由螺壳和软体两部分组成。软体部分的前部为头、颈、足和外套膜，后部是内脏包。

## 物種
釘螺屬物種基本上可以分為下列兩種：

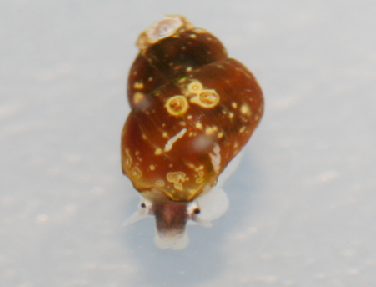
Oncomelania minima

- 湖北钉螺 Oncomelania hupensis Gredler, 1881[2]：模式種[7]
  - 台灣釘螺 Oncomelania hupensis formosana (Pilsbry et Hirase, 1905)
  - 邱氏釘螺 Oncomelania hupensis chiui (Habe et Miyazaki, 1962)
- Oncomelania minima P. Bartsch, 1936[2]

Woodruff et al. (1999)也確認以下物種：
- Oncomelania lindoensis Davis & Carney, 1973 -蘇拉威西島林都湖[8]

Japanese Red List Data Book (2006)：
- Oncomelania shini [9]
- Oncomelania sakuyamai [10]

表面有纵肋者称肋壳钉螺，壳长约10毫米，宽约4毫米，生存於湖沼或水网地区；壳面光滑者为光壳钉螺，比肋壳钉螺稍小，长、宽分别为6毫米和3毫米，多见於山丘地区。

## 習性
钉螺属软体动物，有雌、雄之分，水陆两栖，活躍於15~20℃度的气温，主要靠吃藻类而生存，多孳生于水分充足、有机物丰富、杂草丛生、潮湿荫蔽的灌溉沟或河边浅滩；通常生活在水线上下，冬季随气温下降深入地面下数厘米蛰伏越冬。钉螺也可在地面生活，但活动范围有限，速度缓慢。
钉螺的活动范围并不大，但可随水流漂到很远的地方，也可附着在杂草或其他漂浮物上而扩散到远处。人们穿的草鞋、牛蹄间隙、打水草或移种水生植物（如芦苇、茭白等）、运送鱼苗等也能使钉螺扩散。钉螺扩散后，遇到适合的环境便“安家落户”、孳生繁殖，形成新的钉螺孳生地。
钉螺的寿命一般为1年，有的钉螺可存活2-3年，甚至超过5年。感染了血吸虫毛蚴的钉螺叫「感染螺」，感染螺的寿命一般不到1年，最长也可存活2年多。

## 寄生蟲
钉螺是日本血吸虫幼虫的主要宿主，所以水患期间，消灭钉螺是防治血吸虫的一个重要环节。

## 外部連結
- 关于钉螺 （页面存档备份，存于）